# Чезалонга (Фрозиноне)
Чезалонга је насеље у Италији у округу Фрозиноне, региону Лацио.
Према процени из 2011. у насељу је живело 31 становника. Насеље се налази на надморској висини од 187 м.